# 八橋検校

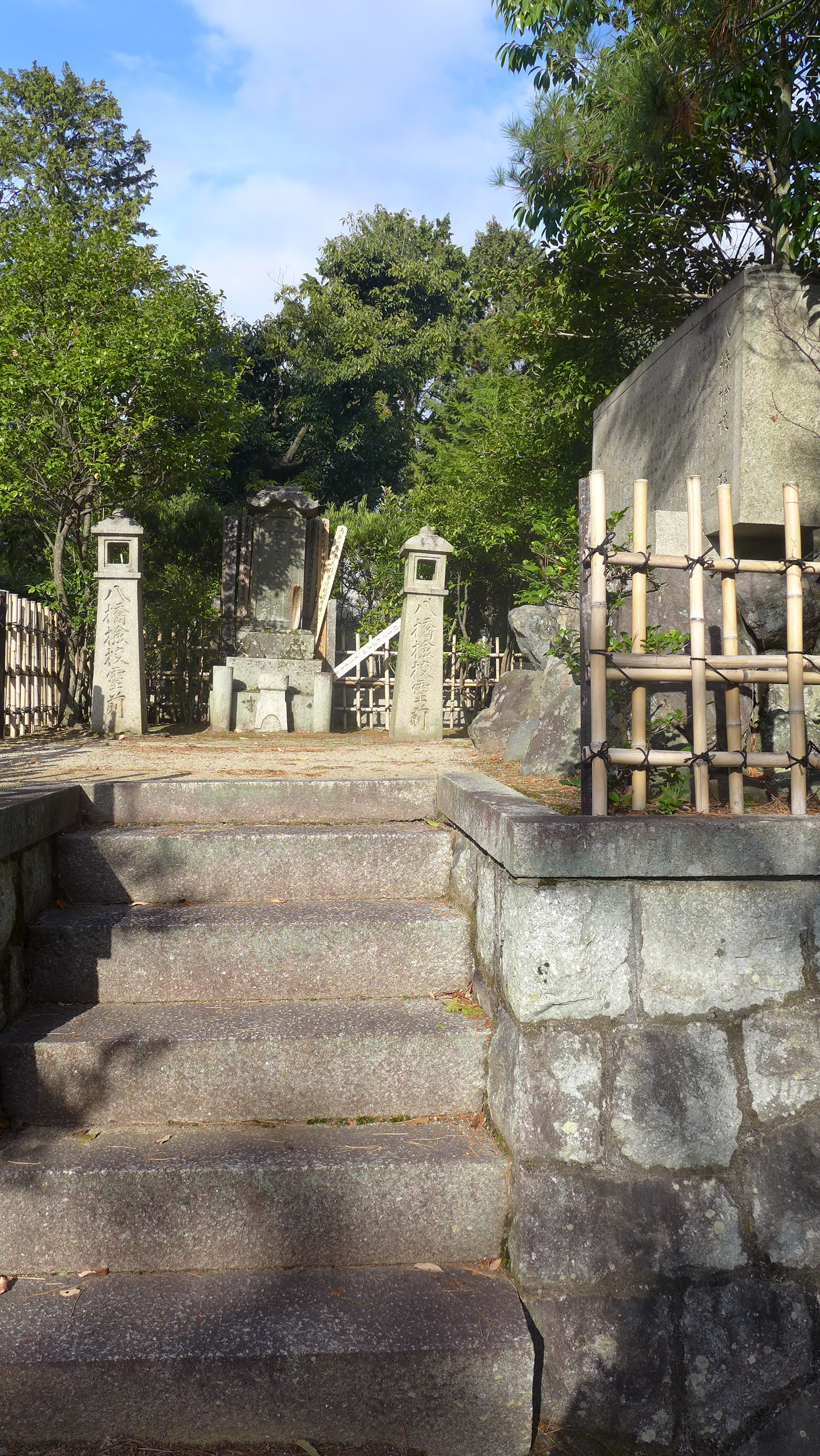
金戒光明寺にある八橋検校の墓

八橋検校（やつはし けんぎょう、慶長19年（1614年） - 貞享2年6月12日（1685年7月13日））は、近世中期の検校である。江戸時代前期の箏曲の音楽家でもあり、検校を務めた。出身は諸説あるが、山田松黒が安永8年（1779年）に記した『箏曲大意抄（そうきょくたいいしょう）』より陸奥国磐城（明治期の磐城国、現・福島県）が定説とされている。他に摂津国（現・大阪府北中部、ほか）とする説もある。名は磐城説で城談（じょうだん）、摂津説で城秀（じょうしゅう）。

## 人物・来歴
八橋検校は、寛永年間（1624-1645年）の初め頃、摂津で城秀と称して三味線の分野で活躍した。その後、江戸にくだり、筑紫善導寺の僧・法水に師事して筑紫流箏曲を学んだ。この箏曲を基に現在の日本の箏の基礎を作り上げた。独奏楽器としての楽器や奏法の改良、段物などの楽式の定型化など、箏曲の発展に努めた。代表作に組歌の『梅が枝（うめがえ）』、『菜蕗（ふき）』、『心尽し』、『雲井の曲（くもいのきょく）』などがあり、また、段ものの『六段の調』、『乱（みだれ）』（乱輪舌［みだれ りんぜつ］）、『八段の調』も八橋の作と伝えられている。寛永13年（1636年）に上洛し、母親が俳人・藤本箕山（ふじもと きざん、畠山箕山）配下の山住（やまずみ）某（なにがし）に扶持されていたことにちなんで山住勾当（やまずみ こうとう）を名乗った。1639年（寛永16年）にも再び上洛して上永検校と称し、さらにのち、八橋検校と改めた。
その芸術は高く評価され、磐城平藩専属の音楽家として五人扶持で召し抱えられたこともある。胡弓、三味線の名手でもあり、胡弓の弓の改良も行っている。

## 銘菓・八ツ橋
京都の銘菓として知られる「八ツ橋」は八橋検校に由来するとされる説がある。八橋検校の死後にその業績を偲んで、箏の形を模した作られた堅焼き煎餅を「八ツ橋」と名付けたと伝えられている。ただし発祥には異説も存在し、いずれの説も正確性が保証されていない。

## 箏組歌
八橋検校がそれまでの様々な中世の箏歌を基礎にして生み出した音楽のジャンルで、江戸時代に盛んに行なわれていた。箏組歌は全部で三十数曲あり、「若葉」「橋姫」など、その半数ほどが『源氏物語』を典拠としたもの。箏組歌「若葉」は「若紫」の巻に登場する和歌6首をもとに、「橋姫」は宇治十帖の「橋姫」巻から「浮舟」巻までの和歌をもとに作られている。